# Athlia rustica
Athlia rustica är en skalbaggsart som beskrevs av Wilhelm Ferdinand Erichson 1835. Athlia rustica ingår i släktet Athlia och familjen Melolonthidae. Inga underarter finns listade.